# Berggasse 6 (Mainbernheim)

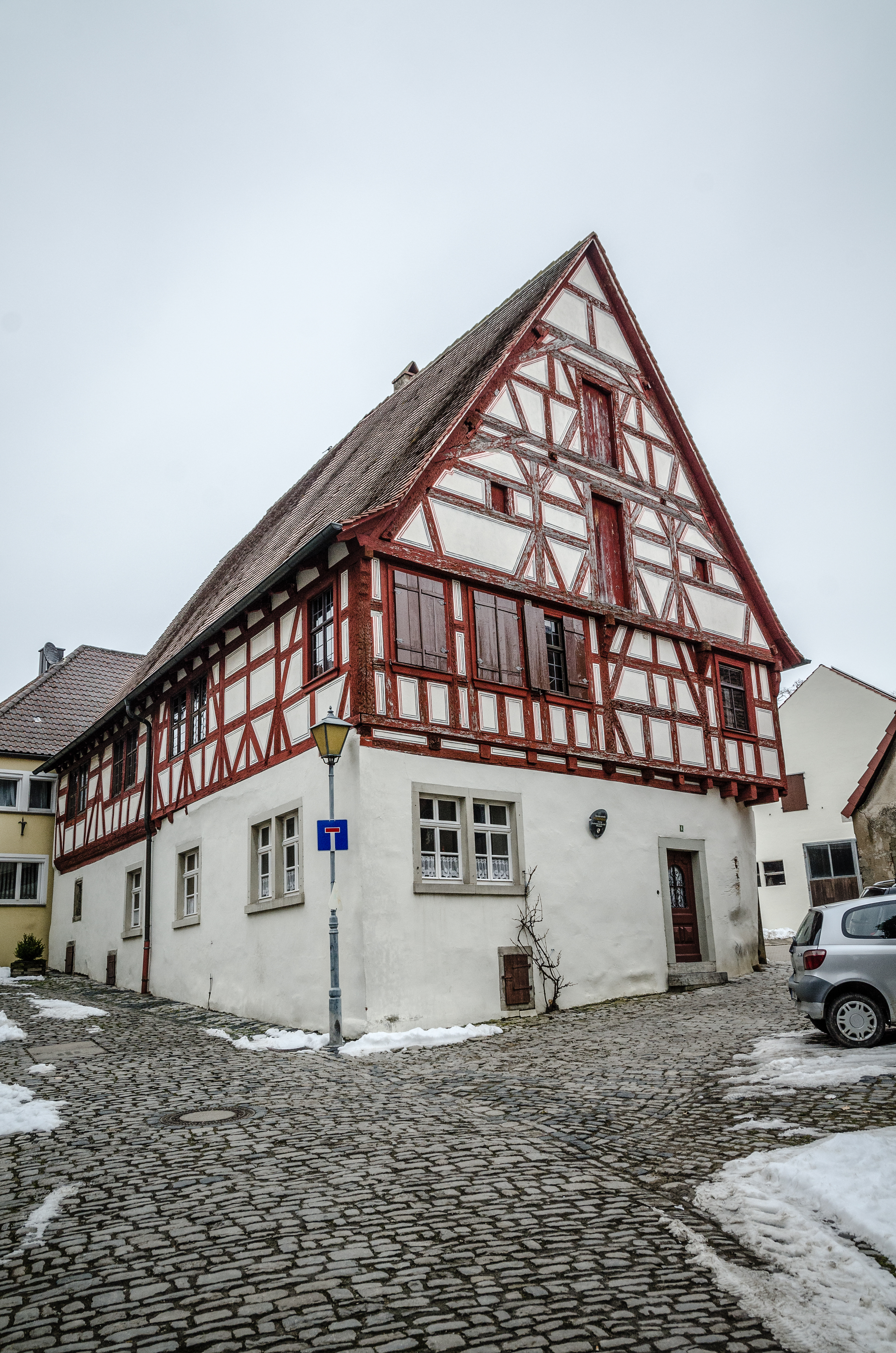
Das Haus Berggasse 6 in Mainbernheim

Das Haus Berggasse 6 (bis 1813/1816 Hausnummer 58, dann Hausnummern 62 und 70) ist ein denkmalgeschütztes Gebäude in der Altstadt des unterfränkischen Mainbernheim. In den 1970er Jahren wurde das Haus als eines der ersten Gebäude in Unterfranken mit den Instrumentarien der historischen Bauforschung untersucht und rekonstruiert.

## Geschichte
Das Haus Berggasse 6 verweist mit den Formen seines Fachwerks auf der Ostseite auf die Zeit um 1500. Eine in den 1970er Jahren vorgenommene dendrochronologische Untersuchung ergab, dass die Balken bereits 1482 gefällt wurden. Damit stand das Anwesen bereits vor den Renaissance-Höfen in der verkehrlich bedeutenden Herrngasse weiter südlich. Das Haus wurde von der städtischen Oberschicht Mainbernheims bewohnt, so ist der Stadtschreiber Conradt Königsberger zusammen mit zwei weiteren Männern als Besitzer des Hauses nachzuweisen.
Die Wappen der Markgrafen von Brandenburg-Ansbach, die innerhalb des Gebäudes an mehreren Stellen angebracht wurden, verweisen auf den Stadtherren von Mainbernheim. Die erste umfassende Veränderung am Gebäude nahm man 1591 vor, als das Haus um über 10 m in Richtung Norden erweitert wurde. Bereits zwei Jahre später, 1593, baute man einen Altenteil an den bisherigen Bestand an. Damit blieb der Baubestand bis ins 19. Jahrhundert unverändert. 1778 starb der Besitzer Valentin Müller, nach dessen Tod das Haus längere Zeit leerstand.
Im 19. Jahrhundert entfernten die damaligen Besitzer den Fenstererker, der die Ostfassade des Hauses bisher geprägt hatte. Im frühen 20. Jahrhundert erhielt das Anwesen Eingangstüren im Stil der Neorenaissance. Seit 1899 lebte Johann Beyer aus Bergambach im Haus, der im gleichen Jahr die Mainbernheimerin Margaretha vom Berg geheiratet hatte. Er erhielt 1905 das Bürgerrecht der Kleinstadt. Noch 1996 besaß die Familie Beyer das Anwesen. Die historischen Nebengebäude wurden 1977 durch Neubauten ersetzt, wodurch das Haupthaus erhalten werden konnte.

## Beschreibung
Das Haus wurde vom Bayerischen Landesamt für Denkmalpflege als Baudenkmal eingeordnet. Untertägige Reste von Vorgängerbauten werden als Bodendenkmal geführt. Daneben ist es Teil des Bauensembles Altstadt Mainbernheim. Es präsentiert sich heute als Satteldachbau mit Fachwerkobergeschoss. Das Obergeschoss kragt an mehreren Stellen leicht vor. Der älteste Teil des Hauses mit der Stube ist an der Berggasse zu finden, der Anbau wurde heute durch den Verlauf der Regenrinne kenntlich gemacht.
Die Bauweise des Hauses verweist auf die jahrhundertealte landwirtschaftliche Nutzung. Einen Weinkeller erhielt das Anwesen allerdings erst in der zweiten Bauphase von 1591 bzw. kurz davor. Der älteste Teil des Hauses beinhaltete eine Bohlenstube, die auch äußerlich durch die wesentlich dichtere Fachwerkfolge kenntlich gemacht wurde. Eingriffe des 19. und 20. Jahrhunderts zerstörten allerdings die ursprünglich Zimmeraufteilung. Lediglich durch Rückschlüsse konnte der erste Kamin im Nordwesten des Altbaus verortet werden.
Das Erdgeschoss war ursprünglich zur Halle ausgebaut. Als eher unwahrscheinlich gilt dagegen die Erschließung des Baus durch eine Außentreppe. Die genaue Lage der Treppe im Inneren ist jedoch unbekannt. Im Zuge des Anbaus von 1591 erhielt das Haus eine zentralere Erschließung über eine breite Diele, die heute noch bestehende Treppe geht auf diese zweite Bauphase zurück. Die außen angebrachten Neorenaissance-Türen sind Eingriffe des 20. Jahrhunderts.